# Mauro Gandolfi
Pour les articles homonymes, voir Famille Gandolfi.
Mauro Gandolfi, né le 18 septembre 1764 à Bologne où il est mort le 4 janvier 1834 , est un peintre et un graveur italien de l'école bolonaise.
Il est le fils aîné de sept frères du peintre Gaetano Gandolfi et membre d'une famille d'artistes italiens, des peintres prolifiques.

## Biographie
Après s'être enfui et s'être fait enrôler à 16 ans dans l'armée française, Mauro Gandolfi revient à la maison familiale à Bologne en 1786.
En 1791, il étudie à l’Accademia Clementina et devient collaborateur de son père Gaetano.
En 1792, il se marie avec Laura Zanetti et en 1794, il devient professeur de l’Accademia Clementina.
Artiste éclectique ouvert aux suggestions « françaises » il est l'auteur — à l'arrivée des troupes napoléoniennes à Bologne en 1796 — de l'importante fresque de la Glorification  de la République Cispadana (transformée après la Restauration en Triomphe de la Légation Pontificia).
Dès le début du siècle, il s'oriente vers la gravure, en devenant un technicien habile. En 1801, il part à Paris pour s'y spécialiser, et est impliqué dans l'ouvrage de reproduction par gravure des œuvres des musées français, édité en 1803.
De retour en Italie, il travaille comme graveur à Bologne, à Florence pour L. Bardes et à Milan pour G. Vallardi et les frères Bettalli.
En 1816, il arrive à New York, où il publie des illustrations des lieux qu'il visite. Il découvre et déplorera les attitudes pudiques et prohibitionnistes des Américains pour l'étude du nu en peinture.
En 1833, il écrit son autobiographie dans laquelle il liste ses œuvres de la période qu'il qualifie de plus prolifique, entre 1786 et 1796, et pour laquelle il répertorie : 6 plafonds, 28 quadretti, 20 grand tableaux, 40 cappricci disegnati all'inchiostro con diversi colori all'acquarello di forma adattabile a tabacchiere, 8 à 10 miniatures, plus de 100 nudi, etc.

## Œuvres
- Cycle de 14 peintures à l'huile sur toile (1793), église de Saint Maria Assunta, Amola,
- Gesù bambino dormiente sulla croce (1817), eau-forte, castello di Udine Civici Musei e Gallerie di Storia e Arte
- Madonna con Bambino e santi Gerolamo e Maddalena (1819), eau-forte, Castello di Udine Civici Musei e Gallerie di Storia e Arte
- Portrait de Pétrarque (1818-1820), Museo Petrarchesco Piccolomineo, Trieste
- Huit têtes   (après 1805), plume et encre brune sur papier vergé, collé sur papier vélin de 25 cm × 19,7 cm, musée des Beaux-Arts du Canada

### Expositions sur la famille Gandolfi
- I Gandolfi - Itinerari bolognesi, du 7 juin au 29 août 2002, Cappella Farnese
- I Gandolfi - Dipinti e disegni, du 10 mai al 10 juin 2006, Galleria d'arte Fondantico, Bologne

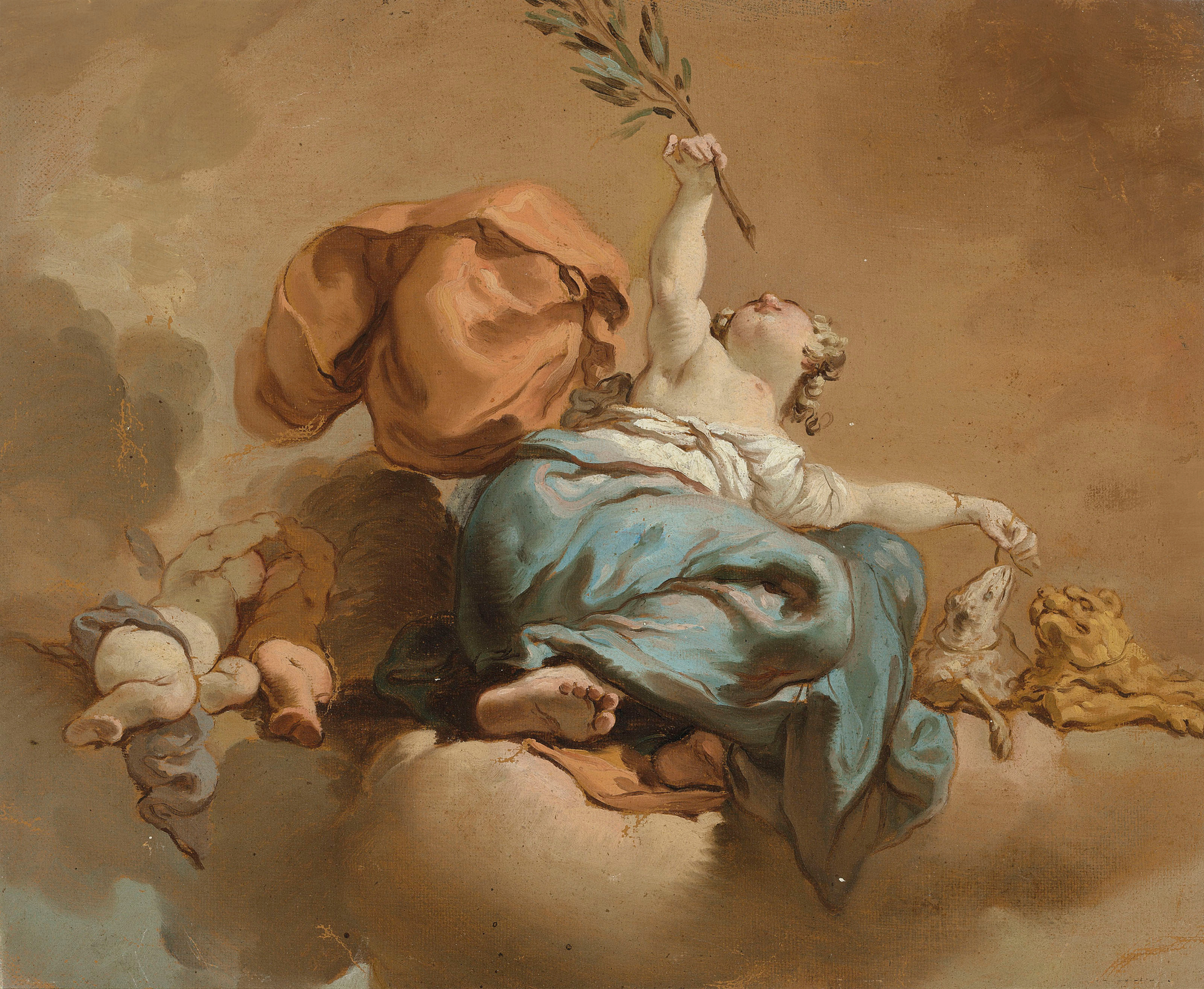
Allégorie de la paix, peinture à l'huile (entre 1790 et 1800, coll. priv.).
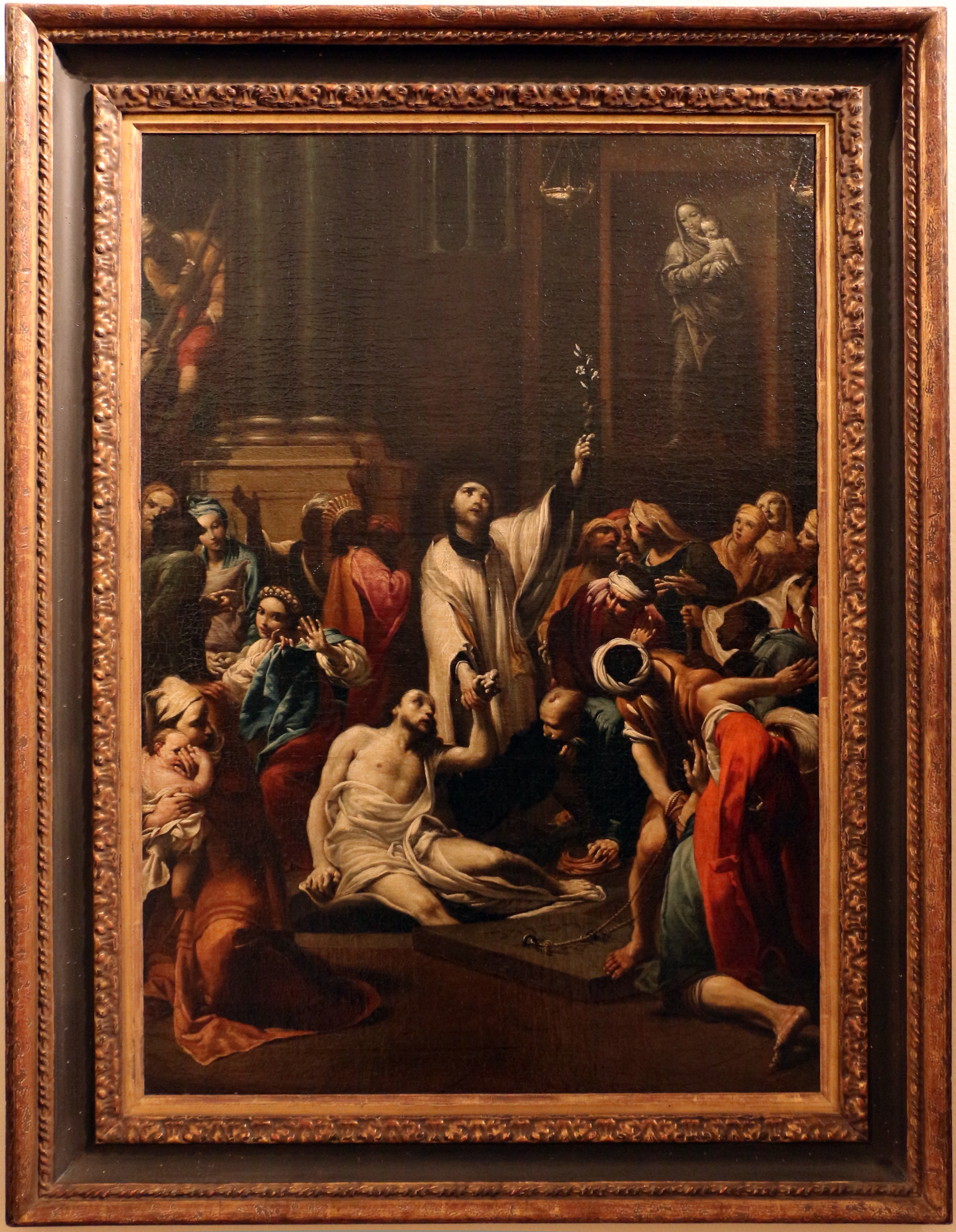
San Domenico resuscita napoleone orsini, peinture à l'huile (Palazzo dei Diamanti).
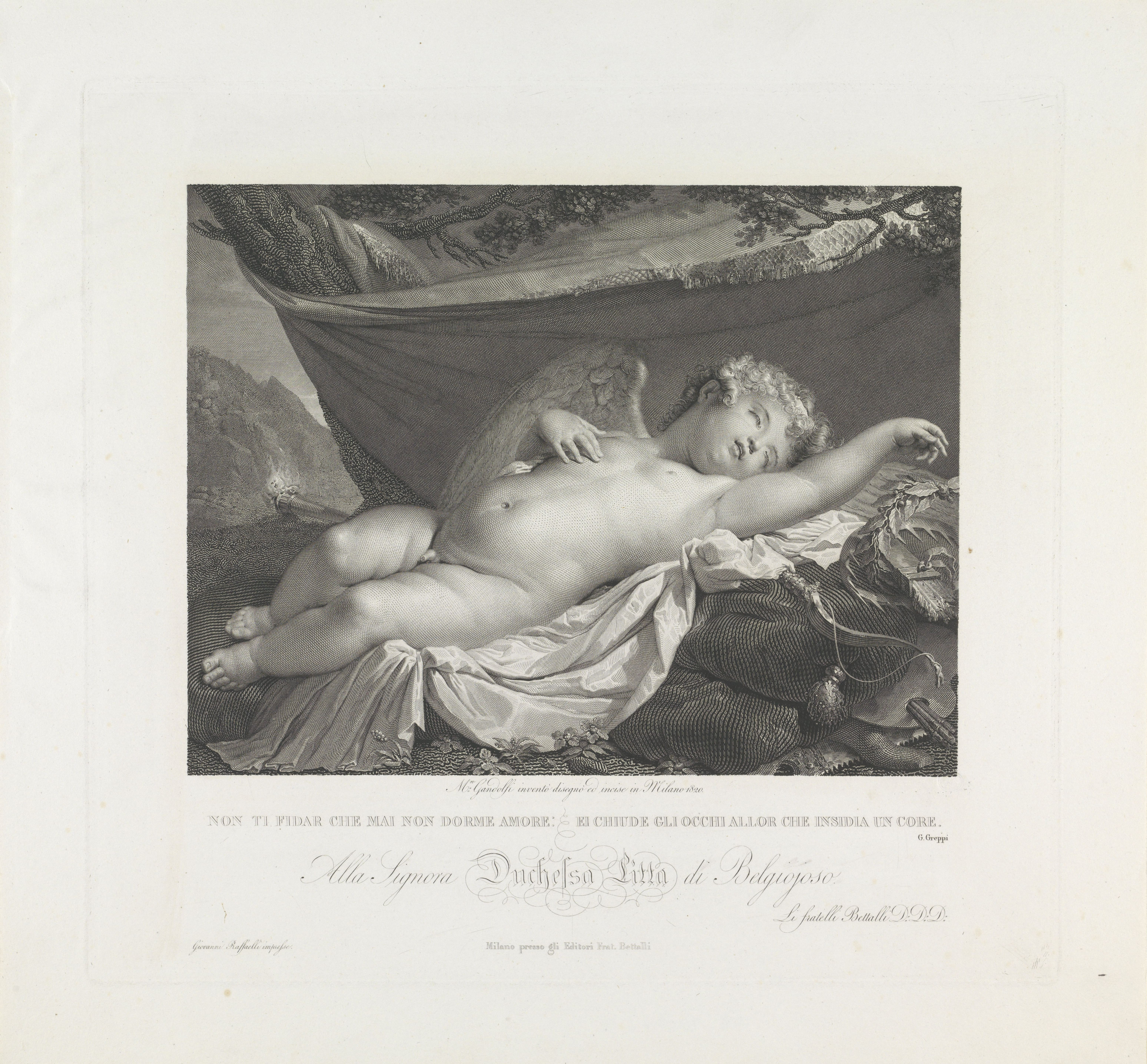
Slapende Amor, gravure (1820, Rijksmuseum Amsterdam).